# لواء چپ آلشا
لواء چپ آلشا (به مغولی: ᠠᠯᠠᠱᠠ ᠵᠡᠭᠦᠨ ᠬᠣᠰᠢᠭᠤ، به لاتین: Alaša Jegün qosiɣu، معادل سیریلیک: Алшаа зүүн хошуу)(به چینی: 阿拉善左旗، به پین‌یین: Ālāshàn Zuǒ Qí) یک واحد تقسیماتی در جمهوری خلق چین است که در مغولستان داخلی، آیماق آلشا واقع شده‌است.